# 偵察機
偵察機（ていさつき、英:reconnaissance aircraft）は、敵性地域などの状況を把握するために偵察など情報収集を行う軍用機（航空機）のひとつ。基本的に軍隊で軍用機として運用される事が大半だが、なかには情報機関や準軍事組織が運用するものもある。
偵察機は軍用機の種類の中では最も古参であり、史上初めて本格的に軍事転用された航空機として第一次世界大戦に登場した。戦闘機や爆撃機は偵察機から事実上派生したものであり、以降偵察機は軍用機の歴史と共にあった（#歴史）。

## 概要
2000年代の時点で、偵察機の種類としては空中写真や映像撮影による偵察を行う旧来の写真偵察機が主であるが、この他に電波傍受を行う電子偵察機（電子戦機の一種）などもある。また、戦略的偵察任務に主に用いられるものを戦略偵察機、戦術的偵察任務に主に用いられるものは戦術偵察機と区分し称される。
冷戦期に新たに偵察衛星技術が米ソで開発され、21世紀を迎えた現在は五大国以外にも打ち上げ技術を持つ伊・イスラエル・印などがその技術を獲得している。しかし衛星偵察システムを継続的に運用できるのは宇宙技術先進国のみであり、それ以外の国は依然として航空偵察のみに依存せざるを得ずその需要はいまだ根強い。また偵察衛星運用国の間でも、偵察対象の長時間連続監視、核実験監視などサンプリング採集が必要な偵察、巨大な電子装備の搭載が必要な偵察などには依然として航空偵察が有力な方法である。反面、当然ながら捕捉・攻撃・撃墜される危険性は高くなるため、戦略偵察機は防空ミサイルをふり切るために高空を飛行することと同時に長大な航続距離が求められ、戦術偵察機も偵察対象国の防空システムが破壊され機能しない状態や航空優勢が確保された状態であることが必須では無いがある程度求められる。
偵察機には計画段階から偵察機として開発されたもの（主に戦略偵察機。例：アメリカ空軍のU-2・SR-71）のほかに、元は他の軍用機（戦闘機や爆撃機など）や民間機であったものを改造し偵察機に転用したもの（例：ソ連空軍/ロシア空軍のMiG-25・Su-24、イギリス空軍のキャンベラ、アメリカ海軍や航空自衛隊のF-4など）、他の軍用機に偵察ポッド（偵察用の機材が収納された整形容器）を外部装備して偵察任務を行わせるもの（主に戦術偵察機。例：アメリカ海軍のF-14など）がある。偵察機はその任務特性から連絡機・観測機・哨戒機（洋上監視機）・電子戦機・COIN機・軽攻撃機・軽爆撃機などとも重複する場合もある。

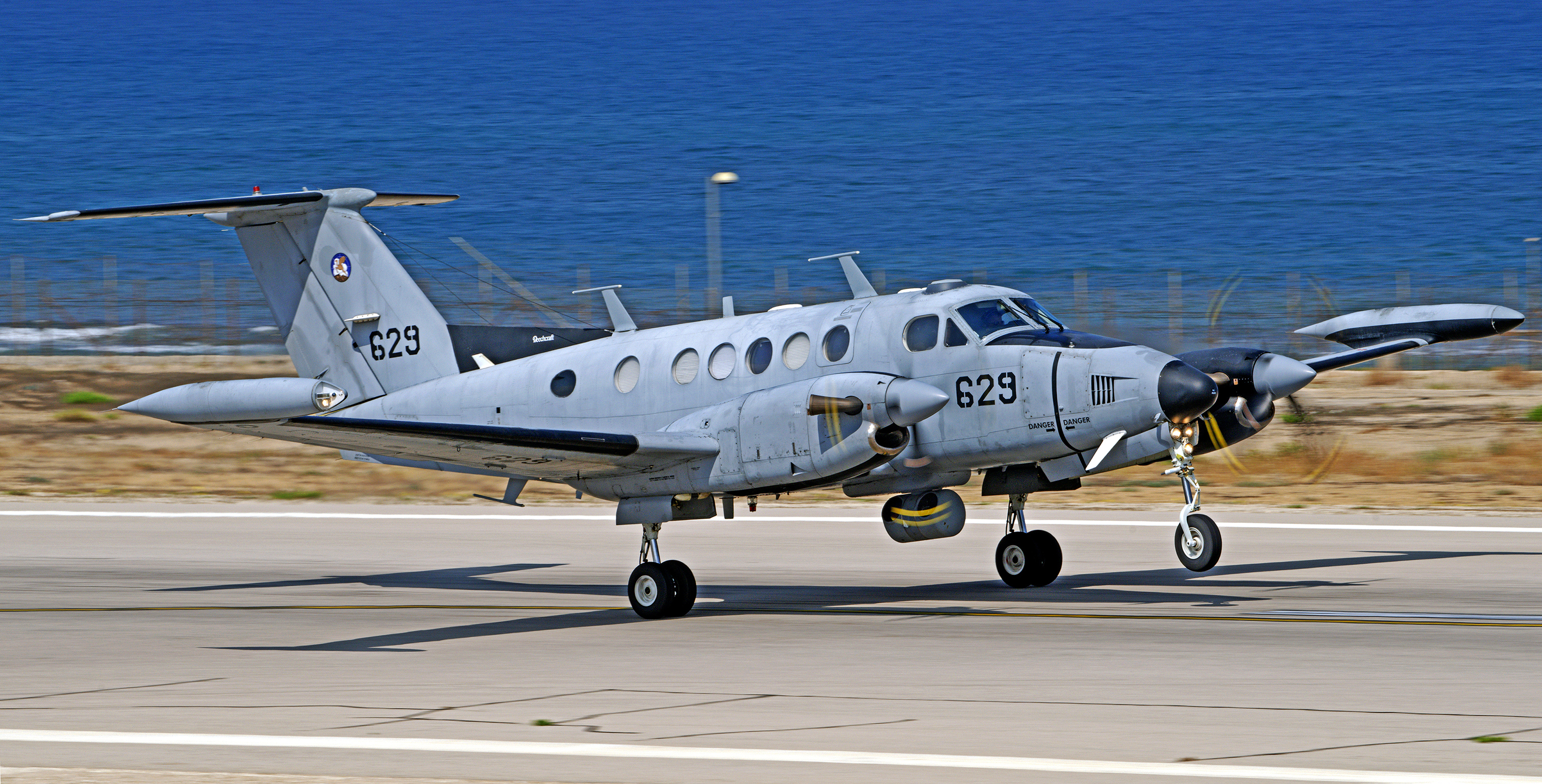
イスラエル空軍のビーチクラフト キングエア
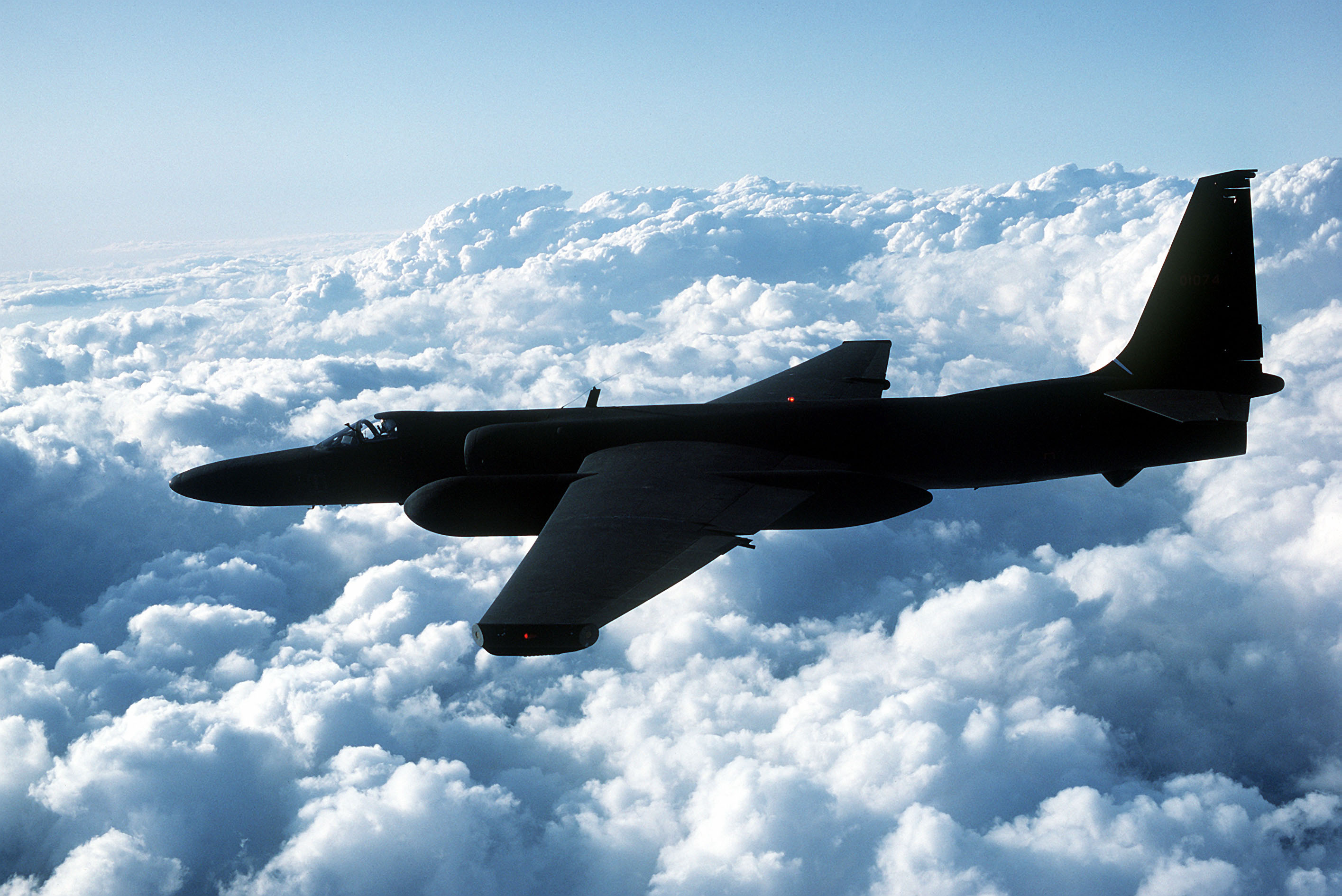
アメリカ空軍のU-2。専用設計の偵察機。

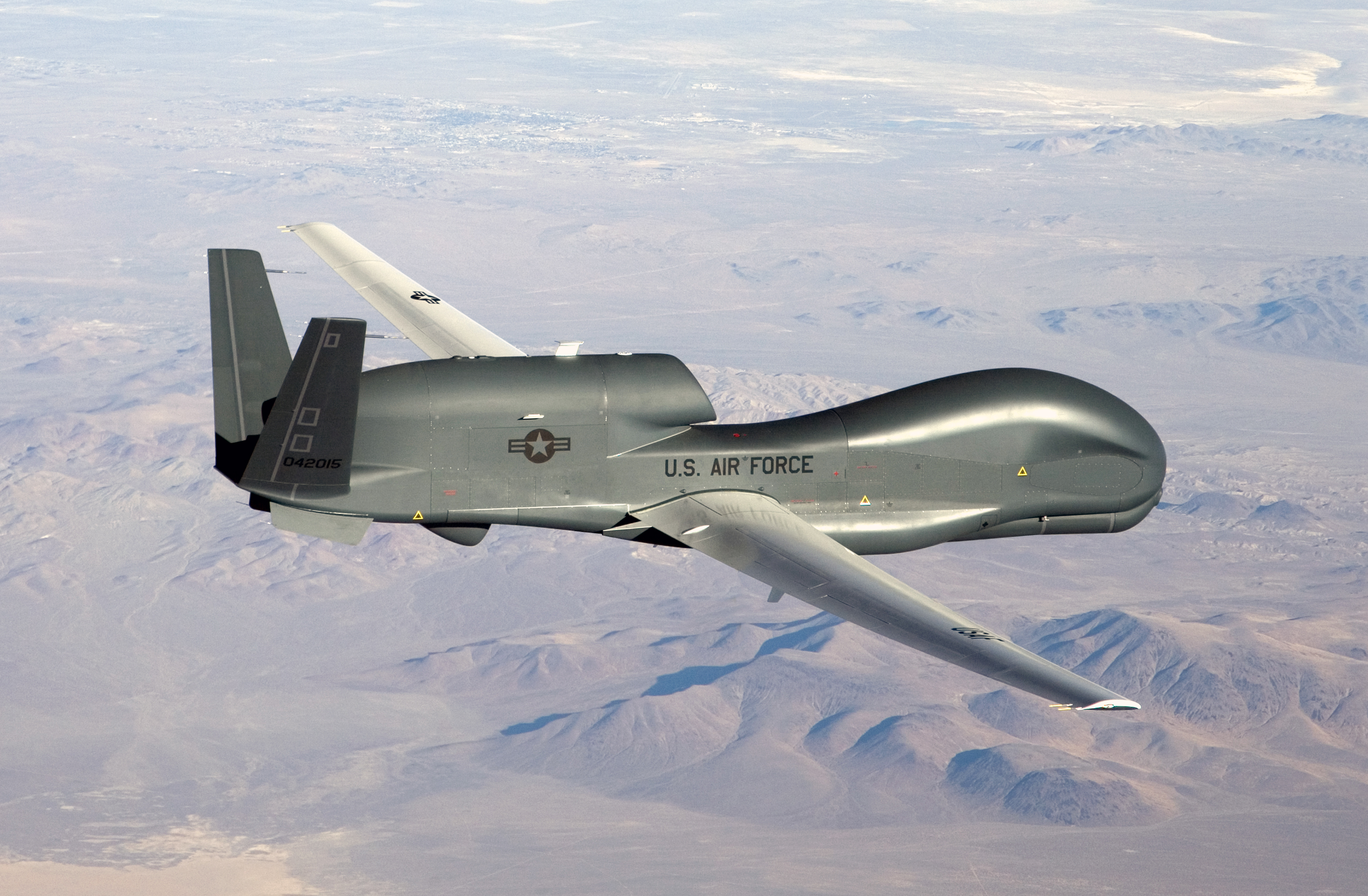
アメリカ空軍の無人偵察機、RQ-4 グローバル・ホーク

なお現在では、機体に搭乗し操縦や偵察を行う乗員を要しない無人偵察機が注目を浴び、アメリカ軍やイギリス軍を筆頭に積極的に利用されるようになっている。無人偵察機は乗員スペースを必要としないために機体の大幅な小型化が可能で、これはレーダーに探知されにくくなる。また乗員の疲労を考慮しなくてもよいためより長時間の偵察が可能であると同時に、被撃墜などによる戦死・戦傷・捕虜も防ぐことができる。従来の有人偵察機はこれら小型無人偵察機の母機として使用されることもある。

## 歴史

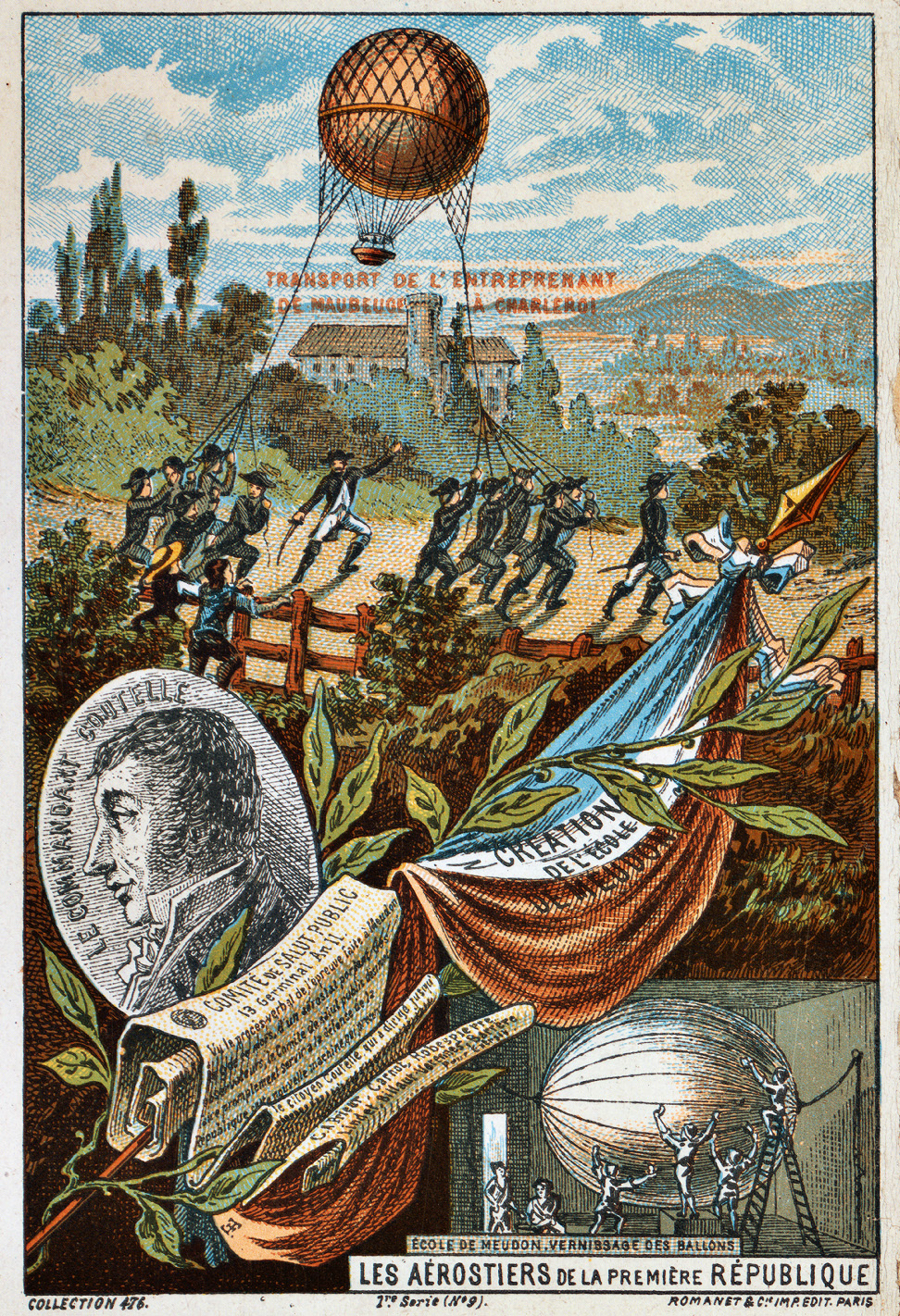
1794年、フランスにて偵察機として使用されている気球

空中より周辺を監視することによる軍事上のメリットは明らかである。そのため、人類初の実用的空中飛行機材である気球が開発されて間もない18世紀末には、すでにフランスで偵察や観測目的としての使用が開始されている。実験的・冒険的な企図を除けば、航空機の最初の用途は偵察だといって間違いない。初期の航空機は移動や遊覧に常用するには危険と不確実性が高すぎるものであったが、軍用偵察の用途ではその高いリスクに見合う成果を提供できた。19世紀中頃に行われた南北戦争においても偵察用に水素気球が用いられている。以降、気球は列強各国軍において偵察および砲兵の野戦砲の着弾観測用として主に運用され、これはのちの「航空部隊（空軍）」の原点であった。日本軍においても明治時代最初期から気球の研究は行われており、1904年（明治37年）に開戦した日露戦争では、同年に編成された臨時気球隊が旅順攻囲戦などに実戦投入されている。
日本では陸軍の衛生兵だった二宮忠八が日露戦争時に偵察機として利用できるとして、飛行機の研究に予算を軍から貰いたい旨を長岡外史や大島義昌に上申したが、共に懐疑であったことから二宮は退役して自力開発を目指すも資金難で開発が遅れライト兄弟に先を越されてしまった。長岡は後に二宮に謝罪し、初代の臨時軍用気球研究会の会長を兼務するなど普及に努め、日本軍の航空分野の草創期に貢献した。研究会会長には陸軍次官である石本新六が予定されていたが、石本は飛行機に懐疑的で辞退しているなど、当時は偵察機の価値は理解されていなかった。

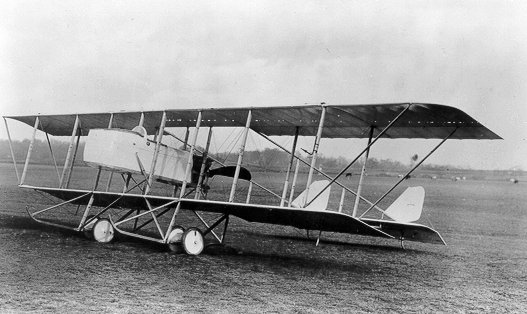
草創期の偵察機、フランスのMF.11

偵察・観測用気球の転換期として、20世紀初頭、1914年に開戦した第一次世界大戦では気球に代わって飛行機も使われるようになった。当時の飛行機は誕生間もない時期であったが（ライト兄弟による世界初の有人動力飛行は1903年12月）、その飛行機の初の実用任務が軍用機としての偵察機であった。登場当初は戦闘詳報などの書類を輸送する郵便機を兼任していたが、非武装であったため、敵同士のパイロットが互いに手を振りあうような牧歌的光景も見られた。やがて互いの偵察行動を妨害するため拳銃で敵機を攻撃する状況になり、さらに機関銃（航空機関銃）を搭載した「戦闘機」が派生した。また偵察のついでに敵地に手榴弾や砲弾を改造した手製爆弾、レンガなどの重量物を落とすことも行われ（爆撃）、さらに本格的な航空爆弾や防御用旋回機関銃を搭載するなどこれは「爆撃機」の誕生となった。第一次大戦中後期には発達・進化したこれら軍用機により、激しい航空戦が行われた。
また航空母艦や艦載機・水上機が実用化されると、海戦においても偵察機の役割は重要になった。敵を発見するのに目視以外に手段の無い時代において、陸上であれば駐留する監視要員からの通報によって敵の来襲を告げることができるが、何も無い海上の敵を探るには偵察以外に手段はない。従来の巡洋艦などの艦艇や船舶による偵察に比べて、航空機による優位は明らかであった。艦上機タイプは艦上偵察機、水上機タイプは水上偵察機として区別される。ここから潜水艦を捜索する哨戒機が派生した。

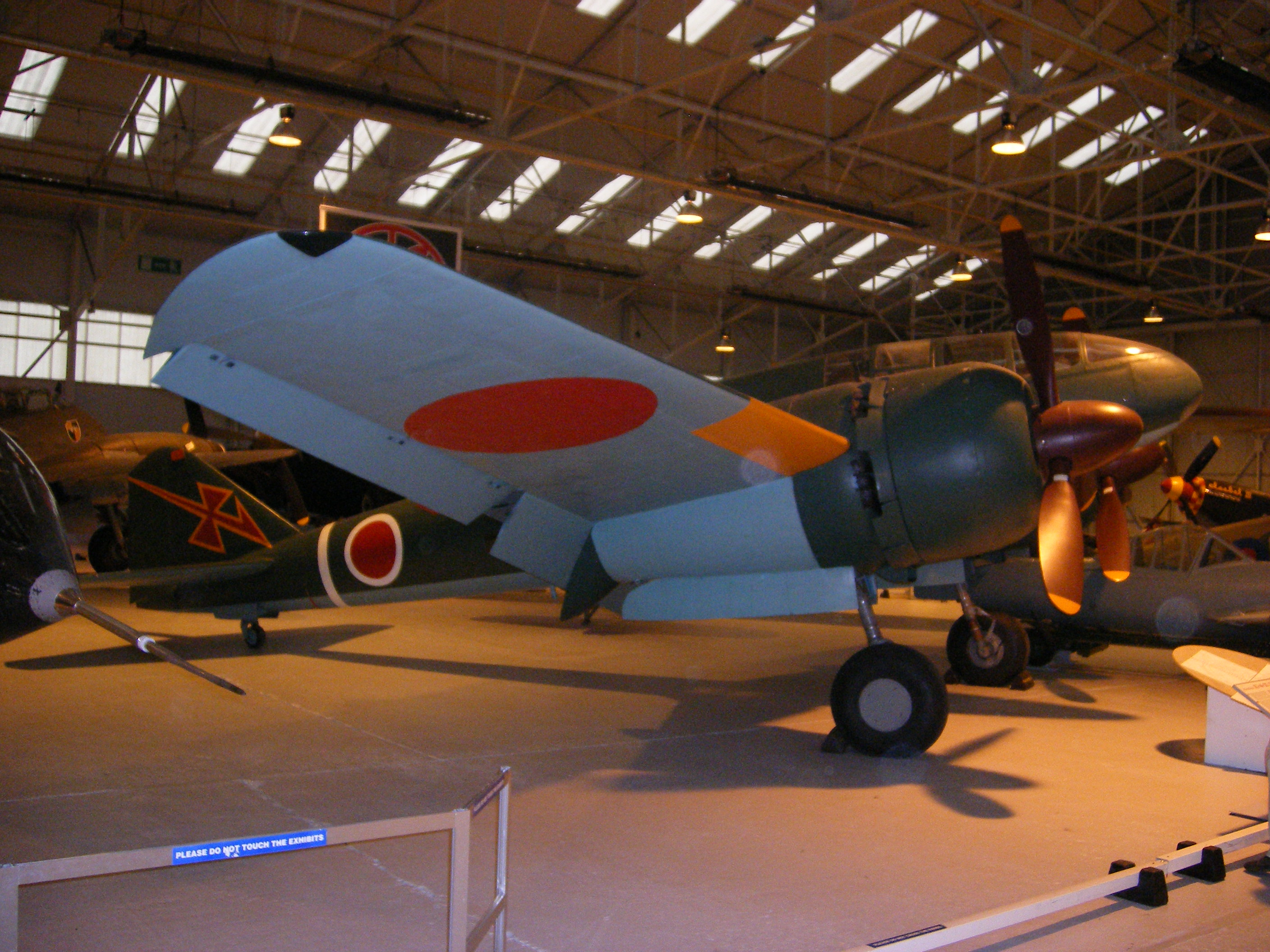
世界初の本格的な戦略偵察機、日本陸軍の一〇〇式司令部偵察機三型甲（キ46-III甲）

第一次大戦後の戦間期には偵察機の需要はさらに高まり多くの偵察機が各国で開発され、さらに第二次世界大戦では開発・生産・運用ともにそのピークを迎えた。これらは主に戦闘機や爆撃機など他機種の流用であるが、日本は偵察専用機の開発に熱心であった。大日本帝国陸軍では、従来の偵察機と異なる操縦視界や自衛武装を犠牲にし高速性を最重視した新コンセプトの偵察機の開発が、陸軍航空技術研究所のテスト・パイロットである藤田雄蔵陸軍航空兵大尉や三菱重工業の技師らの提案や働きかけにより、1935年（昭和10年）から始まり試作機は翌1936年（昭和11年）に初飛行した。本機は戦略的運用をメインとする「司令部偵察機」という新しいカテゴリが充てられ、1937年（昭和12年）に九七式司令部偵察機として制式採用された。これが事実上の世界初の戦略偵察機である。九七司偵は日中戦争やノモンハン事件で前線を越えて敵地深くまで侵入し戦略偵察に活躍した。その活躍に刺激された日本陸軍は後続機として、さらに高速性・高高度性・長距離性など戦略偵察に特化した「新司偵」を開発、1940年（昭和15年）に一〇〇式司令部偵察機として採用した。一〇〇式司偵は当時の列強各国の偵察機はもとより戦闘機をも凌駕する高性能を誇っており、また計1,742機と純粋な戦略偵察機としては世界的にも異例の大量生産が行われ、太平洋戦争開戦前から第二次世界大戦終戦に至るまで、ほぼ全ての戦線で日本軍の重要な主力戦略偵察機として運用・活躍した。

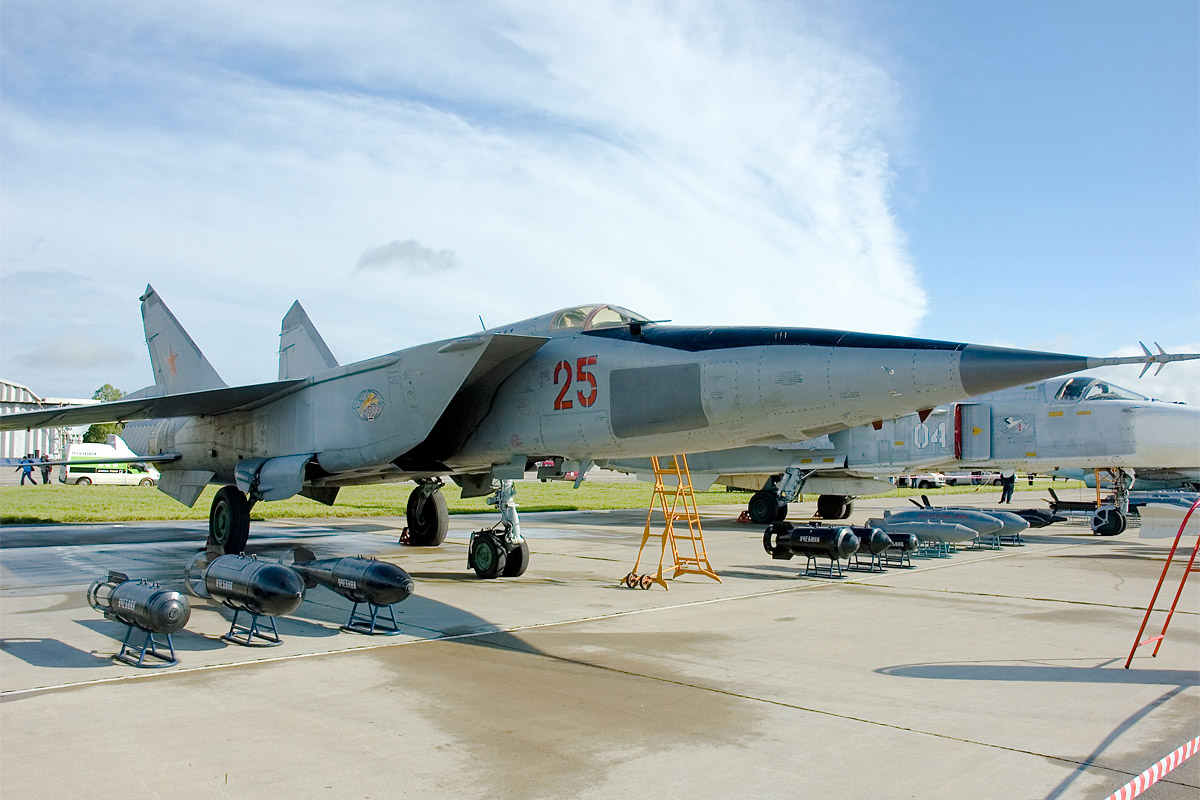
ロシア航空宇宙軍のMiG-25RBS

第二次大戦中に発明されたレーダーは戦後普及し、冷戦に突入すると大規模で高度な早期警戒防空システムが完成しはじめる。これにより偵察機の運用が非常に困難になったが、新機種の開発は引き続き行われた。やはり戦闘機・戦闘爆撃機・爆撃機などを偵察機仕様に改造・転用することが一般的であったが、アメリカではU-2・A-12・SR-71と専任機を開発し、これらは旧日本陸軍の司令部偵察機とコンセプトが類似する機体で、戦略偵察に用いられた。戦時の偵察機としてはベトナム戦争でアメリカ空軍の主力偵察機となったRF-101が有名であるが、強行偵察という任務の過酷さゆえに損耗が激しかった。旧ソ連のMiG-25の偵察機型も、中東の友好国に供与され、イスラエルなど敵対国に脅威視された。
やがて偵察衛星が開発され、徐々に偵察機の任務を置き換えていったものの、そのセンサー技術は既存の偵察機用の機材にもフィードバックされ、現在は従来のフィルムカメラに代わってデジタルカメラが装備されるようになった他、合成開口レーダーによって天候に左右されない撮影が可能になった。また、データリンクを使用して撮影した画像をリアルタイムで中継できるようにもなった。
上述の通り21世紀初頭現在も偵察機は主要な軍用機として世界各国で広く運用されている。アメリカではA-12、SR-71は退役したものの、U-2はまだ現役である。また、RQ-4を始めとする高高度無人偵察機やRQ-11のような小型偵察機は、その機動性と運用コストの低さから、偵察衛星を補完する形でその有用性を高めている。